# Kaple svaté Ludmily (Horní Libochová)
Kaple svaté Ludmily se nachází v centru obce Horní Libochová, v okrese Žďár nad Sázavou. Spadá do římskokatolické farnosti Křižanov. Jedná se o moderní novodobou stavbu z roku 1993.

## Historie
Farář Metoděj Kotík si přál postavit nové kaple ve všech obcích ve farnosti Křižanov, novou kapli plánoval také mezi obcemi Kundratice a Horní Libochová, to si však nepřáli občané Horní Libochové, a proto došlo k postavení kaple podle návrhu Ludvíka Kolka přímo v obci Horní Libochová. Stavba kaple započala v polovině roku 1993, k dokončení stavby došlo v září 1994. Svěcení kaple se konalo 1. září nebo 11. září téhož roku, světitelem byl strahovský opat Michael Josef Pojezdný. Do kaple pak v roce 1995 byly instalovány vitráže a také křížová cesta. 
Dne 18. září 2011 byl před kostelem posvěcen a vztyčen kříž k poctě kněze Metoděje Kotíka, kdy jej světil Pavel Posád, za přítomnosti Tomáše Holcnera a Jana Kotíka.